# Saadet I Giray
Saadet I Giray (1494-1540) fou kan de Crimea (1524-1532), germà de Mehmed I Giray i fill de Meñli I Giray. Fou imposat al tron pel sultà otomà a través del beg dels Shirin, Memish Beg. El seu deposat nebot Ğazı I Giray fou nomenat khalgay però assassinat poc després el seu lloc el va ocupar un altre nebot, Devlet Giray.
Va demanar l'aliança del gran príncep Basili III de Moscou on exposava que era aliat d'Astracan, dels nogais, circassians i tumians, germà de Sihab I Giray de Kazan (1521-1524) i dominador dels vlacs. Saadet va exagerar el seu poder i el gran príncep ho sàvia però estava disposat a fer el tractat per evitar les ràtzies des de la Taurida i d'altra banda el kan de Kazan s'havia declarat vassall de l'Imperi Otomà i això va provocar l'atac del país pels russos i la fugida de Sahib Giray que va deixar al front el seu nebot Safa Giray de només 13 anys.
Saadet Giray tenia moltes costums turques el que el va fer impopular. El seu nebot Islam, germà del kan Ghazi I Giray, va esdevenir el seu rival; dos conflictes armats es van succeir i la situació només es va arranjar quan Saadet va designar a Islam com a khalgay. Després va fer una incursió a Lituània.
Els ambaixadors de Crimea havien arribat a Moscou quan Basili III va saber que Islam marxava contra Moscòvia; les tropes russes es van dirigir a l'Oka i van establir campaments a diverses ciutats de la zona; llavors els tàtars van aparèixer sobtadament al districte de Riazan que van començar a devastar i van amenaçar Kolomna i Moscou, però finalment foren rebutjats pels russos. Yanglitch Mirza, un dels principals lloctinents d'Islam Giray, fou fet presoner; Basili III va fer matar als ambaixadors però després se'n va penedir i va escriure al kan que havien estat morts en un tumult popular. El kan va rebutjar la seva participació en l'atac d'Islam que segons deia l'havia fet pel seu compte (1527). Mentre les tropes tàrtares van seguir atacant els districtes de Bidef i Tula.
Mancat de suport, el 1533, després d'un regnat de 9 anys i tres mesos, va abdicar en Islam Giray i junt amb Devlet Giray va marxar a Constantinoble, on fou ben rebut pel sultà i va participar en les guerres contra Pèrsia en les quals va adquirir considerable fama. Va viure a l'imperi durant set anys fins que va morir el 1540 amb 46 anys. Va encunyar diverses monedes.